# Emily Davies
Pour les articles homonymes, voir Davies.
Sarah Emily Davies (Southampton, 22 avril 1830 - Hampstead 13 juillet 1921) est une féministe anglaise. Elle œuvre aux côtés des suffragistes pour l'obtention du droit de vote pour les femmes et est l'une des premières femmes à militer pour l'entrée des femmes dans les universités. Elle est principale de Girton College de 1870 à 1872.

## Éléments biographiques
Née en 1830 à Southampton, fille de John Davies, pasteur anglican évangélique et de Mary Hopkinson, elle passe la majeure partie de son enfance à Gateshead. Alors que ses trois frères reçoivent une éducation académique dans un internat, Davies est éduquée chez ses parents, et c'est la réussite de son frère John Llewelyn à l'université de Cambridge qui lui fait prendre conscience de l'inégalité des chances pour les femmes vis-à-vis de l'éducation.

## Militantisme
À la mort de son père en 1862, Davies s'installe à Londres où elle publie une revue féministe, The Englishwoman's Journal, et participe à la création de la Kensington Society en 1865 avec dix autres militantes dont notamment Elizabeth Garrett Anderson, dont elle rencontre également plus tard la sœur cadette, Millicent Fawcett, qui s'implique à son tour dans la lutte pour l'obtention du droit de vote des femmes, ou encore Emelia Russell Gurney. La Kensington Society est l'une des principales organisations à lutter pour l'obtention du droit de vote pour les femmes et Davies s'y investit fortement lors de la présentation de la première pétition faite au Parlement en 1866, à l'initiative de John Stuart Mill et du London Suffrage Commitee. Elle publie la même année The Higher Education of Women.
Davies s'implique fortement dans la lutte pour l'égalité hommes/femmes dans l'enseignement supérieur. Elle s'investit notamment dans des institutions telles que le London School Board, l'institution chargée de gérer le système éducatif londonien qui a déjà établi en son sein la parité hommes/femmes dans les scrutins, ou la Schools Inquiry Commission, chargée quant à elle de la gestion des fonds publics alloués à l'éducation. C'est grâce à son engagement dans ces institutions qu'elle obtient l'admission des filles aux examens officiels des écoles secondaires. À la suite de cette victoire, elle poursuit sa lutte pour l'obtention du droit des femmes à accéder aux études supérieures dans les universités de Oxford et Cambridge.
En 1869, Davies mène la fondation du premier collège exclusivement féminin du Royaume-Uni, le Girton College de Hitchin dans le Hertfordshire. En 1873, ce collège est installé à Cambridge et Davies y enseigne pendant deux ans avant d'en devenir la directrice jusqu'en 1904. Mais le Girton College n'est pas intégré à l'université de Cambridge et doit délivrer ses propres diplômes jusqu'en 1940.
Dès 1889, elle recommence à s'investir dans la lutte pour le droit de vote des femmes auprès de la London National Society for Women's Suffrage et la National Union of Women's Suffrage Societies (NUWSS). Son idéal de militante féministe s'oppose aux actions violentes menées par les Pankhurst et les suffragettes dans la lutte pour le droit de vote. En 1910, elle publie Thoughts on Some Questions Relating to Women. À la suite de son désaccord sur l'affiliation de la NUWSS au parti travailliste en 1912, elle quitta l'association pour la Conservative and Unionist Women's Franchise Association (en).